# Atrachea pseudodyops
Atrachea pseudodyops là một loài bướm đêm trong họ Noctuidae.